# Tito Time
Tito Time è il primo album da solista del cantautore e chitarrista statunitense Tito Jackson, pubblicato dalla Play It Right Music LLC il 21 dicembre 2016.

## Descrizione

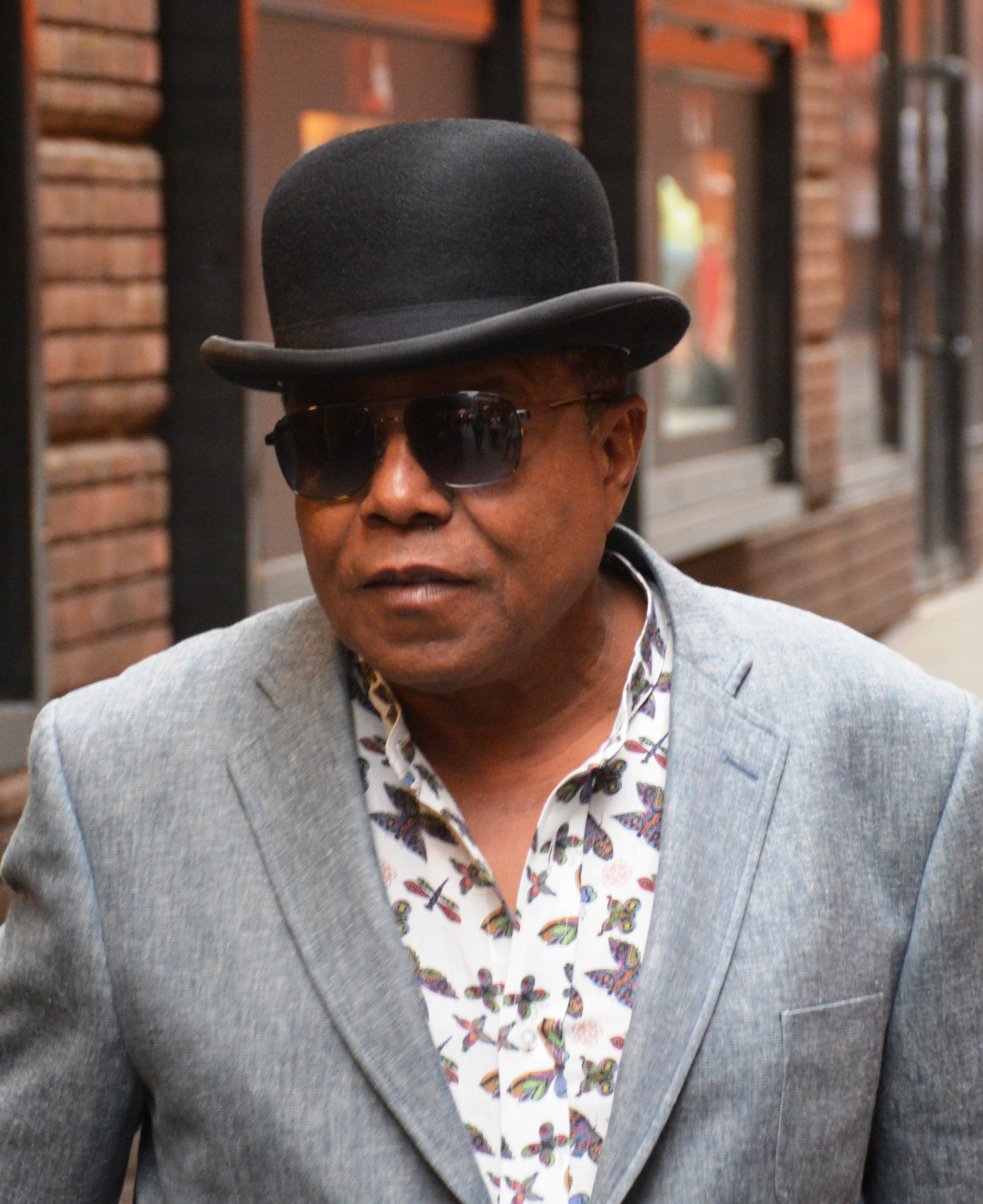
Tito Jackson a Londra nel 2017

Si tratta del primo album da solista di Tito Jackson dopo essere stato per decenni conosciuto solo come uno dei membri dei Jackson 5/The Jacksons.
Il disco, che mescola rhythm and blues e jazz, contiene duetti con Big Daddy Kane (Get It Baby), Jocelyn Brown (When the Magic Happens), Betty Wright (Cruisin) e con il gruppo musicale 3T (Jammer Street), formato dai tre figli “Taj”, Taryll e “TJ”, che qui sono anche autori o coautori di cinque brani.
Il cantante ha spiegato che tra i motivi che lo hanno portato a realizzare il suo primo lavoro da solista solo nel 2016 c'era il fatto che non godeva del rispetto che sentiva di meritare nel mondo dello spettacolo e di voler così dimostrare di non essere solo uno dei membri dei Jacksons:
(Tito Jackson, 26 novembre 2018)

## Tracce
1. Get It Baby (feat. Big Daddy Kane) – 2:57 (Tito Jackson, Sylvester “Earl” Powell, Jeff “Tight” Roberson, Michael K. Jackson, Byron Dorris, Antonio Hardy)
2. When the Magic Happens (feat. Jocelyn Brown) – 3:38 (Tito Jackson, Sylvester “Earl” Powell, Jeff “Tight” Roberson, Michael K. Jackson)
3. Put It on Me – 3:10 (Tito Jackson, Sylvester “Earl” Powell, Jeff “Tight” Roberson, Michael K. Jackson)
4. We Made It (contiene i cori dei 3T) – 3:56 (Ryan Pate, Gabriel Ollie, Tito Joe “TJ” Jackson)
5. One Way Street – 3:42 (Tito Jackson, Sylvester “Earl” Powell, Jeff “Tight” Roberson, Michael K. Jackson, Terrance “Slim” Holmes)
6. So Far So Good (contiene i cori dei 3T) – 3:35 (Taryll Jackson, Tito Joe “TJ” Jackson)
7. On My Way Home – 3:05 (Tito Jackson, Sylvester “Earl” Powell, Jeff “Tight” Roberson, Michael K. Jackson, Terrance “Slim” Holmes, Isaiah Sharkey)
8. Jammer Street (feat. 3T) – 2:55 (Toriano Adaryll “Taj” Jackson, Taryll Jackson, Tito Joe “TJ” Jackson)
9. She's Gotta Go – 3:40 (Ryan Pate, Gabriel Ollie)
10. Not Afraid – 4:17 (Tito Jackson, Sylvester “Earl” Powell, Jeff “Tight” Roberson, Michael K. Jackson, Terrance “Slim” Holmes, Isaiah Sharkey)
11. Cruisin (feat. Betty Wright) – 3:55 (Tito Joe “TJ” Jackson, Ryan Pate, Gabriel Ollie)
12. T.I.T.O Love – 2:42 (Tito Jackson, Sylvester “Earl” Powell, Jeff “Tight” Roberson, Michael K. Jackson, Terrance “Slim” Holmes)
13. I Ain't Going Nowhere (contiene i cori dei 3T) – 3:59 (Taryll Jackson, Tito Joe “TJ” Jackson)
14. Home Is Where the Heart Is – 4:50 (Tito Jackson, Ryan Pate, Gabriel Ollie, Tito Joe “TJ” Jackson)
15. Get It Baby (No Rap Version) – 2:40 (Tito Jackson, Sylvester “Earl” Powell, Jeff “Tight” Roberson, Michael K. Jackson, Byron Dorris) – Bonus track

## Crediti
- Tito Jackson - cantante solista, chitarrista[6][7]
- Big Daddy Kane - rap in traccia 1
- Jocelyn Brown - seconda voce in traccia 2
- 3T - co-autori di vari brani, cori e seconde voci in traccia 8
- Betty Wright - seconda voce in traccia 11
- Michael Kurt Jackson - produttore, cori, tastiere e corni
- Tonino Speciale - programmatore
- Taj Jackson, Thaina Sco, Thaisa Sco, Thayana Jackson - cori e battiti mani
- TJ Jackson e Taryll Jackson - produttori, cori, tastiere, chitarre
- Carmello Scaffidi, Tom Ralles e Jonathan Lewis - corni
- Ollie Gabriel - produttore, cori e tastiere
- Denton Arnell, Terrance "Slim" Holmes e  Earl Powell - pianoforte e tastiere
- Morris Rentie,  Isaiah Sharkey - basso
- Raymound Calhoun, Khari Parker - batteria
- Ryan Pate - chitarra e basso
- Steve Gordon - chitarra, tastiere, batteria